# Chalcides parallelus
Chalcides parallelus é uma espécie de lagarto da família Scincidae que pode ser encontrada nos seguintes países: Argélia, Marrocos e uma pequena ilha da costa marroquina sob soberania espanhola (Islote Rey Francisco, nas Ilhas Chafarinas).
Os seus habitats naturais são: matagais mediterrânicos, áreas rochosas, costas rochosas, costas arenosas e plantações. Está ameaçada por perda de habitat.